# QWOP
QWOP ist ein Ragdoll-Browserspiel von Bennett Foddy. Als Spieler spielt man den Athleten „Qwop“, der an einem 100-Meter-Lauf bei den Olympischen Spielen teilnimmt. Die Figur kann dabei nur mit den Tasten Q, W, O und P bewegt werden. Durch die Tasten werden die Beine der Figur gesteuert. Nach 50 Metern muss der Spieler eine Hürde überwinden. Nach den 100 Metern kann der Spieler einen Weitsprung absolvieren.
Seit der Veröffentlichung im November 2008 ist das Spiel bekannt für seinen hohen Schwierigkeitsgrad. Anfang Dezember 2010 erreichte das Spiel eine höhere Bekanntheit, nachdem Blogger Ray William Johnson ein YouTube-Video behandelt hatte, das das Spiel kommentierte. Seitdem ist das Spiel zu einem Internetphänomen geworden. Trotz der Kritik an der komplizierten Tastatursteuerung erreichte Foddys Homepage laut Angaben des Wired-Magazins über 30 Millionen Aufrufe.
Das Spiel war im Museum of Modern Art in New York City am 27. Juli 2011 ausgestellt und war Teil eines Ereignisses namens Arcade, das von Kill Screen, einer Firma für Videospiel-Kunst, geleitet wurde. Nach dem Erfolg des Spieles entwickelte Foddy ein weiteres Spiel namens „GIRP“, das im Jahr 2011 auf seiner Internetseite veröffentlicht wurde.
Eine iPhone-App wurde außerdem während dieser Zeit veröffentlicht. Die App verfolgt dasselbe Spielprinzip wie die Originalversion, nur die Steuerung unterscheidet sich. Der Spieler steuert die Figur, indem er die Daumen um die Rauten auf dem Bildschirm bewegt. Am 3. Juli 2013 folgte schließlich auch eine Version für Android.